# Wilhelm Mademann
Wilhelm Mademann (* 17. August 1878 in Nitzlin; † 21. Februar 1956 in Lage) war ein deutscher Politiker (SPD).

## Leben
Wilhelm Mademann besuchte von 1884 bis 1892 die Volksschule in Nitzlin und machte dann 1893 bis 1896 eine Stellmacherlehre in Stemnitz. Bis 1910 war er Stellmachergeselle. Zwischen April 1910 und 1916 war er Lagerhalter im Konsumverein in Bielefeld und Vorstandsmitglied der Filiale des Handlungsgehilfenverbands. Von 1916 bis 1918 arbeitete er als Verwaltungsangestellter des Konsumvereins in Bielefeld. Danach war er bis zum Dezember 1926 war er Geschäftsführer des Konsumvereins Lemgo und von 1927 bis 1934 Geschäftsführer des Konsumvereins in Lage.
Wilhelm Mademann war 1901 in erster und 1916 in zweiter Ehe verheiratet.

## Politik
1903 trat Mademann der SPD und der Gewerkschaft bei. Von 1908 bis 1918 war er Stadtverordneter, seit 1915 Magistratsmitglied in Bielefeld. Nach dem Umzug nach Lemgo 1918 war er auch dort Mitglied des Magistrats. Von Januar 1928 bis 1932 war er Mitglied des Stadtrates in Lage.
Bei der Reichstagswahl 1912 kandidierte Mademann im Wahlkreis (LP15) Minden 4 (Paderborn-Büren). Bei der Landtagswahl in Lippe 1919 wurde er in den Landtag Lippe gewählt und war dort bis 1921 Landtagspräsident.
Nach der Machtergreifung der Nationalsozialisten 1933 wurde er verhaftet. Im August 1944 wurde er erneut verhaftet.
Nach dem Zweiten Weltkrieg war er von Juni 1945 bis Februar 1946 Bürgermeister und von Februar 1946 bis Oktober 1946 Stadtdirektor in Lage. Ab April 1946 war er Mitglied des Ernährungsausschusses beim Generalreferat für Ernährungs-, Land- und Forstwirtschaft in Münster und Vertreter der lippischen Landesregierung. Von Oktober 1948 bis Dezember 1949 und erneut von Dezember 1950 bis Dezember 1951 war er Bürgermeister und danach bis 1952 Stadtverordneter in Lage. Er war Gesellschafter der Bielefelder Freien Presse.